# 吉田滋
吉田 滋（よしだ しげる、1966年- ）は、日本の実験物理学者。千葉大学理学研究院（ハドロン宇宙科学）教授および千葉大学附属ハドロン宇宙国際研究センターセンター長。大阪府出身。
東京工業大学大学院で理学博士号を取得 。アメリカ・ユタ州立大学研究員、東京大学助手等を経て2002年に千葉大学に着任。
2014年に、超高エネルギー宇宙ニュートリノ発見への貢献により平成基礎科学財団より戸塚賞を受賞。
2019年には、原子物理学とその応用分野での優れた業績の科学者に贈られる仁科記念賞を受賞した。
2020年に、2018年の史上初のニュートリノ放射源天体同定成功までの経緯をつづった著書「深宇宙ニュートリノの発見　宇宙の巨大なエンジンからの使者」(ISBN 978-4334044725)を光文社新書より出版。

## 主な略歴
- 1994年 東京工業大学大学院理工学研究科博士（理学）修了
- 1994年 ユタ州立大学高エネルギー宇宙物理学研究所研究員
- 1995年 東京大学宇宙線研究所助手
- 2002年 千葉大学理学部准教授
- 2002年 国際共同ニュートリノ観測装置アイスキューブ(IceCube)実験に参加
- 2012年 千葉大学大学院理学研究院教授

## 研究分野
ニュートリノ天文学
2002年頃、スキー場で開催された学会でウィスコンシン州立大学の物理学者フランシス・ハルツェンに誘われ、南極点の1立方キロメートルの深氷河を利用したアイスキューブ・ニュートリノ観測所のニュートリノ検出実験に参加。
2012年に世界で初めて1000兆電子ボルトを超える史上最高エネルギーの宇宙ニュートリノ事象を同定することに成功。このエネルギーは1987年にスーパーカミオカンデの前駆装置「カミオカンデ」がとらえたマゼラン雲（銀河系の伴銀河）内の超新星「SN 1987A」のニュートリノ100万倍のエネルギーに相当する。
2018年には、銀河系外から届いた素粒子の一種「高エネルギーニュートリノ」の発生源の天体を世界で初めて特定したと、南極大陸の氷床を使ってニュートリノを観測する国際共同研究「アイスキューブ」のチームが7月13日付の米科学誌サイエンスに発表した。アイスキューブには千葉大など12カ国の50研究機関が参加しており、高エネルギー宇宙線の発生機構解明につながると期待されている。
米科学誌サイエンスが発表した2018年の10大成果の1つに、アイスキューブ実験によるニュートリノ放射源天体初同定の成果が選出されている。

## 主な受賞
- 2014年 第5回戸塚洋二賞[3]
- 2019年 第65回仁科記念賞[4]